# Gymnogramma scandens
Gymnogramma scandens là một loài thực vật có mạch trong họ Adiantaceae. Loài này được (Fée) Baker miêu tả khoa học đầu tiên năm 1873.